# Sandro Magister
Alesandro (Sandro) Magister (Busto Arsizio, 2 oktober 1943) is een Italiaans journalist, blogger en essayist die onder meer schrijft voor het weekblad L'Espresso. Magister studeerde theologie, filosofie en geschiedenis aan de Universiteit van Milaan en aan de Katholieke Universiteit van het Heilig Hart, ook gevestigd in Milaan. In 1967 studeerde hij af in theologie.

## Werkzaamheden
Sinds 1974 schrijft hij voor het weekblad l'Espresso, waarbij hij zich vooral bezighoudt met religieuze onderwerpen, in het bijzonder met de Rooms-Katholieke Kerk en de  Heilige Stoel. Hij creëerde ook de sectie van de website van  het weekblad dat zich richt op kerkelijk nieuws, en is er de beheerder van. Daarnaast schreef hij op een eigen website van 2002 tot en met 2016 een blog. Vanaf die tijd schrijft hij op de site van L'Espresso de blog 'Settimo Cielo'.
Magister heeft twee boeken gepubliceerd: La politica vaticana e l'Italia (1943-1978) (De Vaticaanse politiek en Italië (1943-1978) en Chiesa extraparlamentare. Il trionfo del pulpito nell'età postdemocristiana (De  extraparlementaire Kerk. De triomf van de kansel in het postchristelijke tijdperk). Hij redigeerde ook de publicatie van de homilieën die in 2008 tot en met 2010 werden gegeven door paus Benedictus XVI.
Hij was adviseur van de programmadirectie van TV2000, de televisiezender van de Italiaanse bisschoppenconferentie. Voor die zender bedacht hij in 2012 het programma 'Zondag met Benedictus'. Nadat paus Benedictus XVI was teruggetreden werd de naam van het programma veranderd in 'Het hart van de zondag'.

## Primeurs
Magister wist ondanks de onthullingen die hij publiceerde, professionele relaties te onderhouden met hooggeplaatste leden van de Romeinse Curie. Voorbeelden van primeurs en onthullingen van Magister zijn onder andere:
- In een artikel op zijn website van 1 juli 2014 onderzocht Magister of er ongeoorloofde afspraken waren gemaakt tijdens het conclaaf waarin paus Franciscus werd gekozen. Hij onthulde dat algemeen wordt aangenomen dat er sprake was van dergelijke capitulaties bij de verkiezingen van Johannes XXIII in 1958, Paulus VI in 1963 en Johannes Paulus I in 1978. Wat Franciscus betreft, die heeft toegegeven dat hij afspraken volgt die zijn gemaakt voorafgaand aan het conclaaf. Magister geeft hem het voordeel van de twijfel.[6]

- Enkele dagen voor de officiële publicatie op 18 juni 2015 van de encycliek Laudato Si' van paus Franciscus werd Sandro Magister ervan beschuldigd het embargo overtreden te hebben omdat hij delen ervan had gepubliceerd. Het hoofd van de Vaticaanse persdienst Federico Lombardi kondigde aan dat de accreditatie van Magister bij het Vaticaanse persbureau werd opgeschort. Magister verdedigde zich door te verklaren dat het ging om een concept dat niet onder het embargo viel. Zijn redacteur had er de hand op weten te leggen en had besloten te publiceren. Magister had slechts de inleiding geschreven. Zijn schorsing werd opgeheven op 9 december 2015, in een kerstbrief aan hem van pater Lombardi persoonlijk.[7][8]

- Op 12 oktober 2015, tijdens de bisschoppensynode over het gezin, publiceerde Magister de tekst van een vertrouwelijke brief van dertien kardinalen aan paus Franciscus, waarin de "nieuwe synodale procedures" die door de paus werden gewenst, bekritiseerd werden. Volgens de kardinalen kwamen die neer op "het faciliteren van vooraf bepaalde resultaten over belangrijke controversiële kwesties".[9]

- Magister bracht op 17 maart 2018 aan het licht dat er passages ontbraken in een brief van paus emeritus Benedictus XVI, die op een persconferentie werd gepresenteerd. De brief bleek fotografisch gemanipuleerd te zijn waardoor de kritiek was weggelaten die Benedictus uitte op de keuze van medewerkers aan boeken over de theologie van zijn opvolger Franciscus. Het schandaal leidde tot het aftreden van de prefect van het secretariaat voor communicatie  Dario Viganò.[10]

- Op 4 juni 2018 had Magister de primeur dat het Vaticaan het voorstel van de Duitse Bisschoppenconferentie afwees om ook met een katholieke echtgenoot gehuwde protestanten tot de Heilige Communie toe te laten. De brief die hij als bewijs publiceerde was tien dagen eerder ondertekend door kardinaal Luis Ladaria Ferrer, prefect van de Congregatie voor de Geloofsleer.[11]